# Quba
Quba (anche Kuba, Guba o Kuwa; Lesgo: Къуба́ Juguri: Qybə / Гъуьбэ / קאובּא) è una città dell'Azerbaigian, capoluogo dell'omonimo distretto. La città conta una popolazione di 38.100 abitanti.
Il suburbio urbano di Qırmızı Qəsəbə (in antico Krasnaya Sloboda, in russo, ossia "Città rossa") è la sede della più grande comunità azera degli Ebrei della montagna ed è considerata una delle più consistenti comunità ebraiche dell'ex-Unione Sovietica.